# Zwaanshals
Het Zwaanshals is een straat in Rotterdam in de wijk Oude Noorden in het stadsdeel Rotterdam-Noord. De straat begint vanuit het noorden gezien bij het Soetendaalseplein en eindigt bij het Noordplein. 
De straat loopt het eerste deel, slechts door een groenstrook daarvan gescheiden, langs de Rotte. Het tweede deel volgt wel de loop van de Rotte, maar is er daarvan gescheiden door bebouwing. Uiteindelijk loopt de straat door tot het Noordplein. In het gedeelte bij het Noordplein zijn veel winkels en restaurants te vinden.